# Naděžda Kniplová
Naděžda Kniplová (* 18. April 1932 in Ostrava; † 14. Januar 2020 ebenda) war eine tschechische Sopran-Opernsängerin.
Kniplová studierte an der Akademie der musischen Künste in Prag und erhielt 1957 ihr erstes Opernengagement in Ústí nad Labem. Dort trat sie auch erstmals in Jenůfa in der Rolle der Kostelnička auf, die zu ihrer Lebensrolle wurde. Nach drei Jahren zog sie nach Brünn und wurde 1964 Mitglied des Nationaltheaters Brünn, wo sie während fast dreißig Jahren an Opernaufführungen in deutscher, tschechischer, italienischer Sprache mitwirkte.
Seit Mitte der 1960er Jahre war Kniplová auch international bekannt, insbesondere als Heroine in den Opern von Richard Wagner. 1967 sang sie bei den ersten Salzburger Osterfestspielen die Rolle der Brünnhilde in der Walküre unter Herbert von Karajan.
Sie begeisterte Publikum und Kritiker in Werken von Beethoven, Strauss, Puccini und Janáček in den Opernhäusern in Wien, Düsseldorf, Amsterdam, Hamburg, Rom, San Francisco, Stockholm, Montreal, Barcelona, Modena, der Metropolitan Opera in New York und Genf und wirkte bei zahlreichen Plattenproduktionen mit.
1991 wurde sie zur Professorin an der Akademie der darstellenden Künste in Prag berufen.

## Ehrungen und Auszeichnungen
- Staatspreis (tschechisch Státní cena) der Tschechoslowakei (1967)
- Volkskünstler (Národní umělkyně) der Tschechoslowakei (1970)
- Verdienter Künstler (Zasloužilá umělkyně) der Tschechoslowakei (1983)
- Nationaler Opernpreis (Cena Thálie) der Tschechischen Republik (2010; Ablehnung)